# شورت إمباير
شورت امباير (بالإنجليزية: Short Empire)‏ هي طائرة قارب مائية أحادية السطح ومتوسطة المدى وذات أربعة محركات. صنعت لحمل الركاب والبريد في فترة الثلاثينات والاربعينات من القرن العشرين. حلقت بين بريطانيا والمستعمرات البريطانية في أفريقيا وآسيا وأستراليا، فضلا عن توفير الخدمات بين برمودا ومدينة نيويورك. تم تصنيعها من قبل الاخوة شورت، وتم تطويرها بالتوازي مع شورت سندرلاند طائرة الدورية المهاجمة من الحرب العالمية الثانية.
أنتجت في 1936 ببريطانيا. من صناعة شورت براذرز. كانت تستخدم بشكل أساسي من قبل شركة الخطوط الجوية البريطانية لما وراء البحار. كان أول طيران لها في 3 يوليو 1936. دخلت الخدمة في 22 أكتوبر 1936، انتهت خدمتها في 1946. صنع منها 42 طائرة.

## المستخدمون
- شركة الخطوط الجوية البريطانية لما وراء البحار
- كانتاس
- القوات الجوية الملكية الأسترالية
- سلاح الجو الملكي